# Língua katukina (yine)
O katukina é uma língua extinta (ou uma variedade da língua yine) da família linguística arawak falada no rio Juruá.

## Vocabulário
Vocabulário katukina (flora, fauna e artefatos culturais) recolhido em Manaus por Johann Natterer (s.d.: 454-462) em 1833, com informantes provindos do rio Juruá:
| Português                       | Katukina                |
| ------------------------------- | ----------------------- |
| animal de criação               | pɨra                    |
| tatu-galinha                    | kaʃiwana                |
| tatu-canastra                   | ʃitapari                |
| anta                            | tseema / tʃeema         |
| queixada                        | hirali                  |
| caitetu                         | meriti                  |
| veado                           | ʃoteri                  |
| onça                            | achiti                  |
| cão                             | pɨraatʃi                |
| guariba                         | kainja                  |
| coatá                           | matʃira                 |
| caiarara                        | karetu                  |
| macaco-prego (macaco-barrigudo) | katsanali               |
| parauacu                        | hönri                   |
| peixe-boi                       | hainka                  |
| ave                             | koʃitʃi                 |
| pato                            | hupaaʃi                 |
| pomba                           | mutuʃi                  |
| mutum                           | maʃu                    |
| galinha                         | takala                  |
| urubu                           | majuli                  |
| gavião                          | pachitʃa                |
| japu                            | jupiri                  |
| arara-vermelha                  | ʃula + kaueja           |
| arara-amarela                   | puleta                  |
| papagaio                        | hapiru                  |
| jacamim                         | hititi                  |
| inambu                          | mami                    |
| surucu                          | jumako                  |
| jacaré                          | ʃiuchöri                |
| jabuti                          | ʃituju                  |
| tartaruga                       | ʃöpɨri                  |
| peixe                           | ʃimã                    |
| piraíba                         | hanakaʃön               |
| arraia                          | mapiu                   |
| açaí                            | ʃopeeri                 |
| bacaba                          | kanieeri                |
| patauá                          | tʃedi                   |
| cará                            | himakona                |
| salsaparrilha                   | kauispiri               |
| cacau                           | kanaka                  |
| curare                          | haikepeãn               |
| mandioca                        | kanöri                  |
| macaxeira                       | ʃimeka                  |
| farinha                         | hipani                  |
| tapioca                         | pitʃoli                 |
| capim                           | ʃiʃana                  |
| flecha                          | katʃalikaʃi + hitʃitipi |
| milho                           | ʃichi                   |
| banana                          | ʃopanapɨ                |
| banana São Tomé                 | kapiãnlu                |
| tabaco                          | hijiri                  |
| arco                            | ʃiritapu                |
| bruxo                           | meẽnti / kaʃiri         |
| canoa                           | kanawa                  |
| caxiri                          | hauãn                   |
| cesto                           | kochɨta                 |
| deus                            | tsola                   |
| demônio                         | koroatʃi                |
| faca                            | jɨma                    |
| machado                         | hepitʃi                 |
| panela                          | hemati                  |
| cântaro                         | haʃiãnʃɨ                |
| rede de dormir                  | ʃetʃi                   |
| zarabatana                      | haikali                 |